# Glinik Średni
Glinik Średni est un village du sud-est de la Pologne situé dans la voïvodie des Basses-Carpates. Il fait partie de la gmina de Frysztak (commune rurale) et du powiat de Strzyżów. La population du village s'élève à 635 habitants en 2011.

## Géographie
|              | Stępina       | Cieszyna     |
| Glinik Górny | Glinik Sredni | Pułanki      |
|              | Lubla         | Glinik Dolny |

Glinik Średni se situe à 2,8km de Frysztak, 13,1km de Jasło, 16,4km de Strzyżów et 22,8km de Krosno.